# Praeses (Statthalter)
Praeses (Plural: praesides, von lateinisch prae-sidere „vor-sitzen“) war in der römischen Kaiserzeit und der Spätantike der Titel für den Statthalter einer römischen Provinz.

## Definition und Rangeinteilung
Seit Ende des 1. Jahrhunderts n. Chr. wurde die Bezeichnung praeses (etwa bei Plinius dem Jüngeren, Tacitus oder Sueton) unpräzise auf Statthalter angewendet, deren offizieller Titel zu dieser Zeit proconsul oder legatus Augusti pro praetore lautete. Praeses wurde aber erst ab dem 3. Jahrhundert zu einem offiziellen Titel der Reichsverwaltung.
Nach der diokletianischen Verwaltungsreform am Ende dieses Jahrhunderts bildeten die praesides die unterste Stufe der Provinzstatthalter. Spätantike Statthalter waren untereinander nicht ranggleich. Die
- Proconsuln galten am Hof als viri spectabiles (höchste Rangklasse), die
- consulares als viri clarissimi (Senatoren) und die
- praesides als viri perfectissimi (Ritter).

Am Ende des 4. Jahrhunderts wurden, mit einer Ausnahme, aber auch die praesides zu clarissimi.

## Aufgaben
Um das Jahr 400 gab es im gesamten römischen Reich etwa 70 praesides. Sie bekleideten richterliche wie auch administrative Funktionen und waren (mit Ausnahme der Provinzen Isauria und Mauretania Caesariensis) im Gegensatz zu früheren römischen Statthaltern nur noch für die zivile Verwaltung zuständig. Bis Diokletian unterstanden ihnen noch die Grenztruppen, danach hatten sie kein militärisches Kommando mehr inne. Sie amtierten als Richter für alle Provinzialen, die nicht Militärangehörige, Geistliche oder Senatoren waren. Für untergeordnete Fälle ernannte der Praeses einen eigenen Richter, den iudex pedaneus.
Die Praesides sorgten für die Einbringung von Geld- und Naturalsteuern, sowohl von Domänen als auch Privatleuten, kontrollierten die Staatspost (cursus publicus) und alle Arbeiten an der öffentlichen Infrastruktur (Straßen, Brücken, Wasserleitungen etc.) Auch die Magistrate der Städte wurden von ihnen überwacht sowie alles, was in den Bereich der öffentlichen Ordnung fiel.
Sie hielten nicht nur die Verbindung zu den Vikaren und Präfekten aufrecht, sondern wandten sich oft auch direkt an den Kaiser selbst, da es keinen geregelten Instanzenweg gab.
Normalerweise hatten diese Praesides im praetorium (oder regia) der Provinzmetropole ihren Amtssitz, es gehörte aber zu ihren Pflichten, alle Städte ihrer Provinz regelmäßig aufzusuchen und Gerichtstage abzuhalten. Diese Sitzungen waren öffentlich.

## Ernennung und Amtsdauer
Ernannt wurden die Praesides auf Vorschlag des Praefectus praetorio vom Kaiser, konnten aber bei schweren Amtsmissbrauch auch vom Praefectus praetorio wieder abgesetzt werden. Die Amtszeit betrug für gewöhnlich ein oder zwei Jahre. Diese hohe Stellungen (dignitas) wurde deswegen nur für wenige Jahre vergeben, da der Kaiser bestrebt war, die damit verbundenen Einnahmen und Privilegien auf möglichst viele seiner Günstlinge zu verteilen. Viele ehemalige Amtsträger blieben auch nicht im Staatsdienst, sondern kehrten nach Ende ihrer Amtszeit wieder ins Privatleben zurück.